# Oswaldia gilva
Oswaldia gilva là một loài ruồi trong họ Tachinidae.